# Sical alagrís
El sical alagrís (Sicalis uropigyalis) és una espècie d'ocell de la família Thraupidae.
Habita a les muntanyes, estepes i zones amb aigua de la serralada. A Amèrica del Sud es distribueix pels països de l'Argentina, el Perú, Bolívia i Xile.